# Euproctus
Genre
Synonymes
- Megapterna Savi, 1838
- Phatnomatorhina Bibron in Bonaparte, 1839
- Pelonectes Fitzinger, 1843
- Bulga Gistel, 1868

Euproctus est un genre d'urodèles de la famille des Salamandridae.

## Répartition
Les deux espèces de ce genre se rencontrent en Sardaigne et en Corse.
On peut également en trouver dans La Rivière Souterraine de Labouiche en Ariège ( à quelques kilomètres de Foix) 

## Liste d'espèces
Selon Amphibian Species of the World (27 février 2014) :
- Euproctus montanus (Savi, 1838)
- Euproctus platycephalus (Gravenhorst, 1829)

## Publication originale
- Gené, 1838 : Synopsis reptilium sardiniae indigenorum.  Memorie della Reale accademia delle scienze di Torino, sér. 2, vol. 1, p. 257-286 (texte intégral).